# Messier 32
Messier 32 (còn gọi là M32, NGC 221, UGC 452,... (xem thêm ở mục "Tên gọi khác" ở bảng bên) là một thiên hà lùn hình êlip nằm cách Trái Đất 2,65 triệu năm ánh sáng. M32 là một thiên hà vệ tinh của thiên hà Andromeda (M31) và được phát hiện bởi Le Gentil vào năm 1749. Nó không có sự hình thành sao nào trong quá khứ. Tuy nhiên, trong thời gian gần đây, một số bằng chứng cho thấy sự hình thành sao đã xảy ra gần đây.

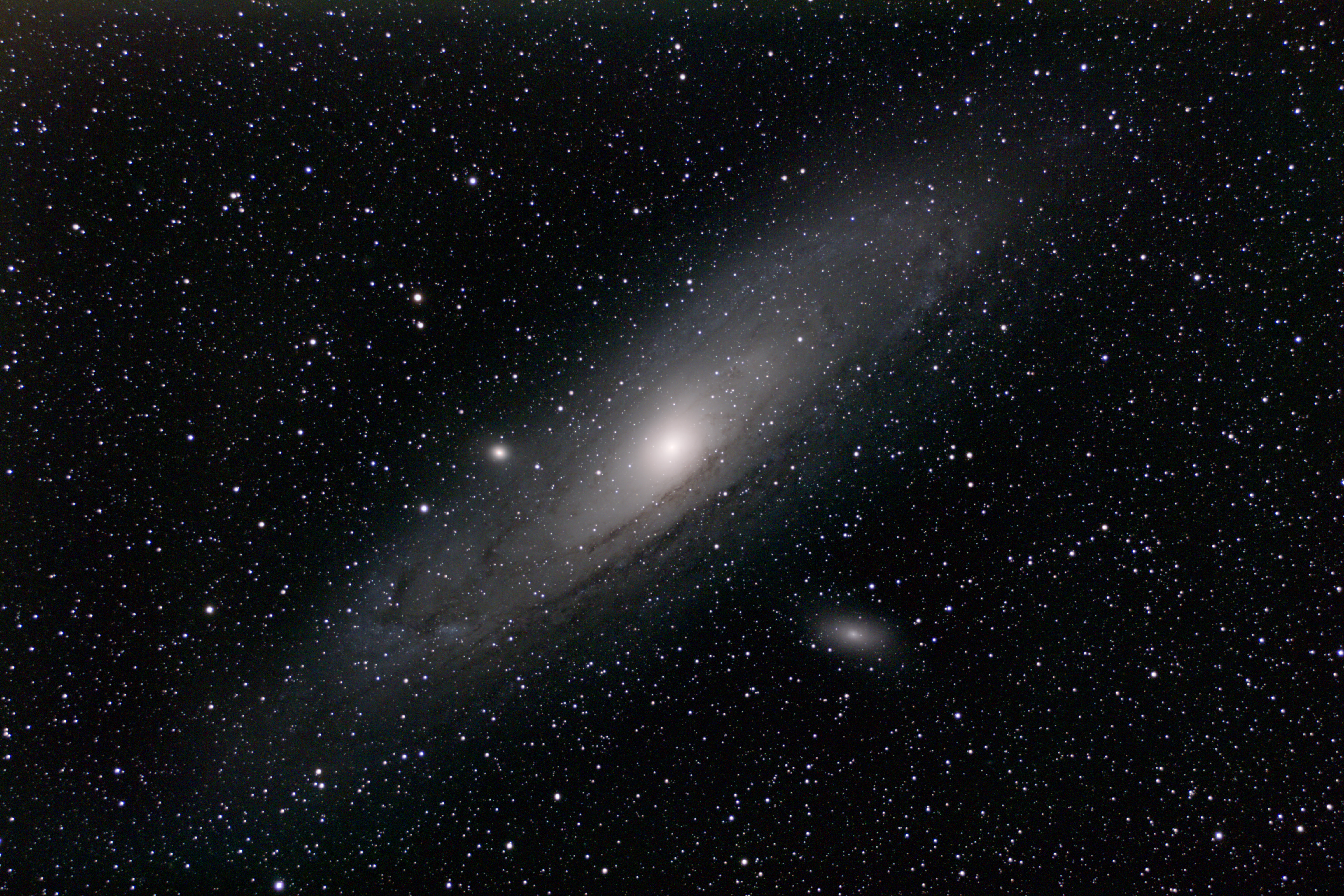
Trong hình này, thiên hà Andromeda nằm ở trung tâm, Messier 32 năm bên trái nó

## Lỗ đen
M32 có một lỗ đen siêu lớn. Khối lượng của nó gấp 1,5 – 5 triệu lần so với khối lượng của Mặt Trời.